# 有鬲氏
有鬲氏是夏代的一个部族，在今天的山东德州附近，是中康的妻族。
寒浞杀死夏朝的君主相后，夏朝的大臣靡拒降，逃亡至有鬲氏。他最後集結斟灌氏及斟寻氏二國遣民讨伐寒浞，协助少康恢复了国家。
西周初年，有鬲氏参与了以武庚为首的殷商遗民的起义，最终被周公所灭，其王室被从山东迁往西周首都镐京附近，族人则被发配各地为奴，甚至被赏赐给周室贵族。